# 1103
| 1103               |
| ------------------ |
| Dødsfald - Fødsler |
|                    |

| Gregoriansk kalender | 1103 MCIII              |
| Ab urbe condita      | 1856                    |
| Armensk kalender     | 552 ԹՎ ՇԾԲ              |
| Kinesiske kalender   | 3799 – 3800 壬午 – 癸未 |
| Etiopisk kalender    | 1095 – 1096             |
| Jødisk kalender      | 4863 – 4864             |
| Hindukalendere       |                         |
| - Vikram Samvat      | 1158 – 1159             |
| - Shaka Samvat       | 1025 – 1026             |
| - Kali Yuga          | 4204 – 4205             |
| Iransk kalender      | 481 – 482               |
| Islamisk kalender    | 496 – 497               |

Konge i Danmark: Erik Ejegod 1095-1103
Se også 1103 (tal)

## Født
- Kejser Toba af Japan.

## Dødsfald
- Erik 1. Ejegod
- 24. august - Magnus Barfod